# Calvaire de Port-Arthur
Le calvaire de Port-Arthur est situé au lieu-dit "Port-Arthur" sur la commune de Pluméliau, dans le département français du Morbihan. 

## Historique
Le calvaire de Port-Arthur fait l’objet d’une inscription au titre des monuments historiques depuis le 29 mars 1935.

## Description

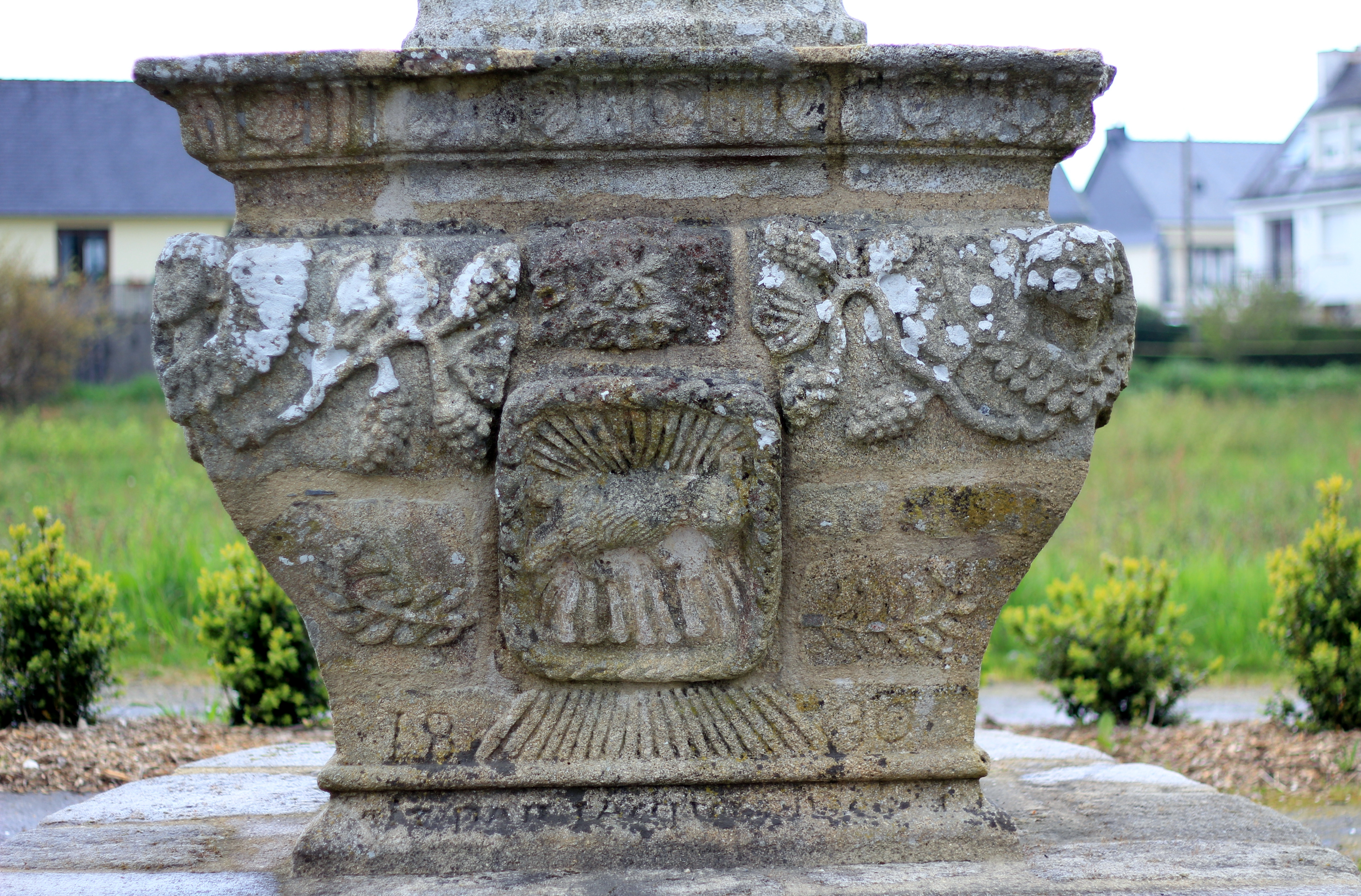
Détail du socle.

Le soubassement est en forme d'autel avec motifs d'angelots et d'agneau au centre. Le fût, traité en colonne corinthienne, est décoré d'hermines supportant le Christ en croix, encadré de la Vierge et de Saint-Jean. Surmonté de Dieu le Père figuré en vieil homme barbu tenant dans ses mains des volutes de pierre, et du Saint-Esprit représenté en colombe, le Christ compose avec ces deux autres personnes un calvaire trinitaire.